# Beto Silva
Beto Silva, nome artístico de Roberto Adler (Rio de Janeiro, 8 de fevereiro de 1960), é um humorista, ator, roteirista e escritor brasileiro. É um membro do grupo humorístico Casseta & Planeta. Foi fundador da revista de humor Casseta Popular, ao lado de Marcelo Madureira e Hélio de la Peña, seus colegas no curso de engenharia de produção da Universidade Federal do Rio de Janeiro (UFRJ) e do Diretório Central dos Estudantes Mário Prata. Participou da Banda Casseta & Planeta.
Lançou os livros Júlio Sumiu em 2005, Uma piada pode salvar sua vida em 2008, Cinco contra um e O Dia em que me Tornei Fluminense, ambos em 2011.
É casado com Sandra Morais e tem dois filhos, Gustavo e Beatriz. Assim como Bussunda, seu ex-companheiro do Casseta & Planeta, Beto é judeu.
Torce pelo time Fluminense Football Club.

## Personagens

### Reais
- Felipão
- Alexandre Garcia
- Fidel Castro
- Bia Falcão

### Fictícios
- Peludão, da Sauna Gay
- Wanthuyrson, do Tabajara Futebol Clube
- Magaiver, empresário e braço-direito do polêmico jogador de futebol Kekeylson
- Acarajette Lovve ("com dois T's e dois V's"), concorrente de Ivete Sangalo e Claudia Leitte